# Джон Ле Карре
Джон Ле Карре́ (англ. John le Carré); справжнє ім'я Де́від Джон Мур Ко́рнвел, David John Moore Cornwell; (19 жовтня 1931, Пул, Дорсет — 12 грудня 2020, Труро, Корнволл) — англійський письменник, автор шпигунських трилерів. У минулому працівник британської розвідки.

## Біографія
Джон Ле Карре навчався спочатку в Бернському університеті у Швейцарії з 1948 по 1949 рік, пізніше і в Оксфордському університеті. Після закінчення університету певний час викладав в Ітонському коледжі, пізніше поступив на роботу до міністерства закордонних справ Великої Британії. Там же йому запропонувала співпрацю британська розвідувальна служба МІ-6. Коли Ле Карре перевели на роботу до Гамбурга у Німеччині, у 1961 році він вже почав писати свій перший роман («Дзвінок небіжчикові»). Після втечі подвійного агента Кіма Філбі, який працював на КДБ, співпраця Ле Карре із розвідкою була розкрита і його відкликали до Великої Британії, де він продовжив займатися літературною діяльністю.
Джон ле Карре є автором численних шпигунських романів, більшість з яких пов'язана з періодом холодної війни. Шпигунські романи Ле Карре відрізняються від традиційних шпигунських романів набагато складнішим психологічним підґрунтям його героїв та сюжету.
У 2008 році Ле Карре був удостоєний почесного звання доктора в Бернському університеті. 1954 року Ле Карре одружився із Алісон Анною Веронікою Шарп і у них народилося троє синів — Саймон, Стівен і Тімоті. Шлюб розпався у 1971 році, а роком пізніше Ле Карре одружився із своїм редактором Валері Юстас і у них народився син Ніколас, який згодом також став письменником. Ле Карре живе і пише на своєму маєтку в Корнуоллі, на морському узбережжі.
12 грудня 2020 року після тривалої хвороби помер в лікарні міста Труро, графство Корнволл.

### Прототип Смайлі
Головним героєм найбільш відомих романів Ле Карре є офіцер розвідки Джордж Смайлі. Ле Карре створив Смайлі як антитип Джеймса Бонда, який, на його думку, надавав шпигунській роботі невиправданого лоску. Смайлі — літній чоловік, який за роботою не зміг налагодити подружнє життя і який знає справжню ціну роботи у контррозвідці. Хоча Смайлі чітко знає, де добро і де зло у Холодній війні, він часто не схвалює методи, які використовує Захід у цій війні. Смайлі часто розтерзують думки, що використання брутальних методів робить Захід і СРСР моральними еквівалентами.
За визнанням самого Ле Карре, одним із двох прототипів Смайлі був Джон Бінгем, з яким він працював разом у MI5. Бінгем був одним з тих, хто під час Другої світової війни створив і координував групу прихильників нацистів на території Великої Британії (операція «Подвійний Хрест»). Ідея цієї операції полягала в тому, щоб завчасно виявити усіх прихильників нацизму і знешкодити їх у разі вторгнення Німеччини у Велику Британію. Також уряд Британії контролював, яку саме «розвідувальну інформацію» нацисти отримували від своїх британських агентів. Достеменно наскільки Бінгем був задіяний у цій операції, офіційно не розголошено.
Попри те, що Бінгем був його наставником, Ле Карре зазначив, що їх погляди на роботу секретних органів були розбіжними.

## Переклади українською мовою
- Джон Ле Карре. Таємний мандрівець: Роман / З англ. пер. Юрій Лісняк // Журнал «Всесвіт» 1993. — № 5/6.
- Джон Ле Карре. Нічний адміністратор: Роман / З англ. пер. Тетяна Савчинська. — Львів: ВСЛ, 2017. — 680 с. ISBN 978-617-679-372-4
- Джон Ле Карре. У розшуку: Роман / З англ. пер. Тетяна Савчинська. — Львів: ВСЛ, 2019. — 432 с. ISBN 978-617-679-615-2